# Großer Preis von Spanien 2011
Der Große Preis von Spanien 2011 (offiziell Formula 1 Gran Premio de España Santander 2011) fand am 22. Mai auf dem Circuit de Catalunya in Montmeló statt und war das fünfte Rennen der Formel-1-Weltmeisterschaft 2011.

## Berichte

### Hintergrund
Nach dem Großen Preis der Türkei führte Sebastian Vettel in der Fahrerwertung mit 34 Punkten vor Lewis Hamilton und mit 38 Punkten vor Mark Webber. In der Konstrukteurswertung führte Red Bull-Renault mit 43 Punkten vor McLaren-Mercedes und mit 83 Punkten vor Ferrari.
Beim Großen Preis von Spanien trat Pirelli zum ersten Mal in der Saison mit veränderten Reifenmischungen an. Die bisherige Reifenmischung Hard wurde durch eine neue, härtere Variante ersetzt. Name und Markierung (silber) des Reifens blieben gleich. Zudem stellte Pirelli den Fahrern die Reifenmischungen Soft (gelb) sowie für nasse Bedingungen Intermediates (hellblau) und Full-Wets (orange) zur Verfügung.
Mit Michael Schumacher (sechsmal), Fernando Alonso, Felipe Massa, Jenson Button und Webber (jeweils einmal) traten fünf ehemalige Sieger zu diesem Grand Prix an.

### Training

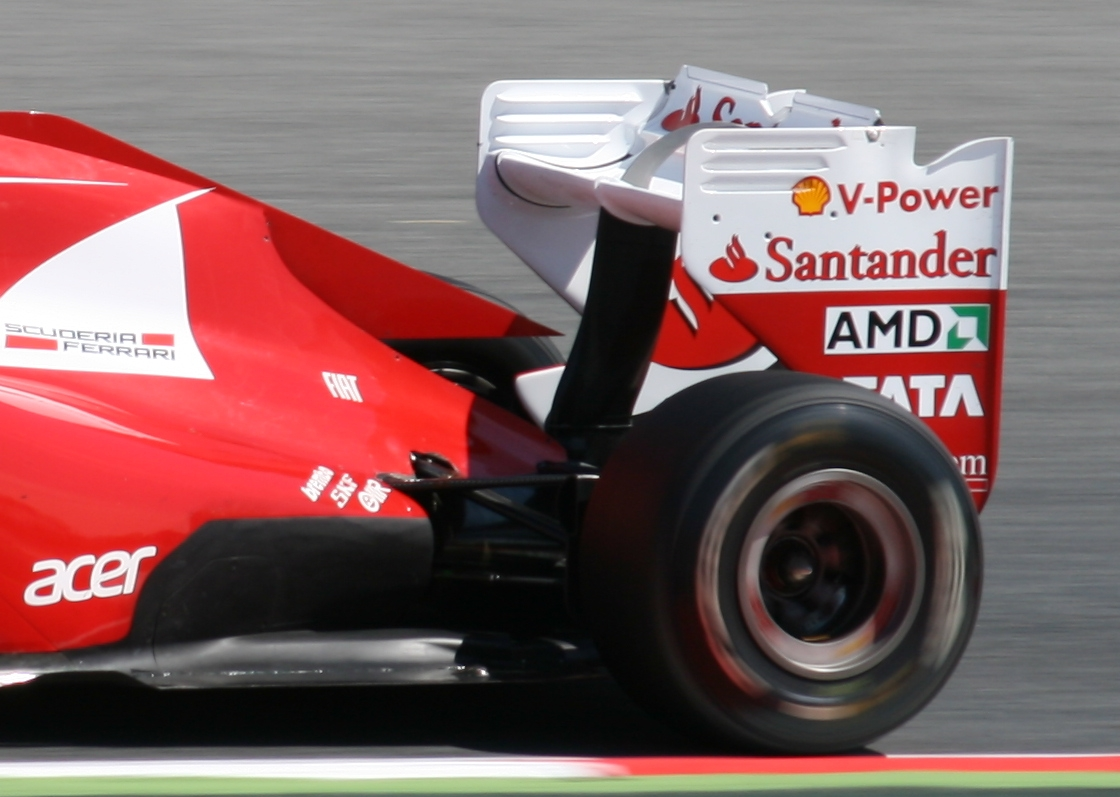
Der als nicht regelkonform eingestufte Heckflügel des Ferraris im Freitagstraining

Im ersten freien Training erzielte Vorjahressieger Webber die schnellste Runde vor seinem Teamkollegen Vettel und Nico Rosberg. In diesem Training übernahm Nico Hülkenberg den Force India von Paul di Resta und Daniel Ricciardo den Toro Rosso von Sébastien Buemi.
Im zweiten freien Training behielt Webber die Spitzenposition. Hamilton und Vettel folgten auf den Plätzen zwei und drei.
Im dritten freien Training fuhr Vettel die schnellste Runde vor Webber und Schumacher.
Ferrari hat vor dem letzten Training in Barcelona seinen neuen Heckflügel mit Gurney Flaps zurückrüsten müssen, weil diese nicht regelkonform waren.

### Qualifying
Im ersten Segment des Qualifyings (Q1) erzielte Schumacher die schnellste Runde. Die HRT- und Virgin-Piloten sowie Nick Heidfeld, Rubens Barrichello und Jarno Trulli schieden aus. Heidfeld erzielte keine Zeit und schaffte es somit nicht, sich innerhalb der 107-Prozent-Regel zu qualifizieren. Er erhielt nachträglich die Starterlaubnis zum Rennen.
Im zweiten Abschnitt (Q2) fuhr Vettel wieder an die Spitze des Feldes. Die Force-India-, Sauber- und Toro Rosso-Piloten sowie Heikki Kovalainen schieden aus.
Im dritten Abschnitt (Q3) fuhr Webber die schnellste Zeit und erzielte seine erste Pole-Position in der Saison und seine siebte insgesamt. Vettel, der bei den ersten vier Rennen von der Pole-Position ins Rennen ging, belegte den zweiten Platz vor Hamilton, der Dritter wurde.

### Rennen
Alonso, der vom vierten Startplatz ins Rennen ging, hatte von den vorderen Piloten den besten Start. Er überholte den vor ihm startenden Vettel auf der Innenbahn und übernahm die Führung. Webber, der von der Pole-Position startete, fiel auf den dritten Platz zurück. Ebenfalls gut gestartet waren Schumacher, der von Platz zehn auf Platz sechs vorfuhr, sowie Heidfeld, der sich vom letzten Platz startend auf die 19. Position verbesserte. In den folgenden Runden blieben die Positionen an der Spitze unverändert, die führenden vier Piloten, Alonso, Vettel, Webber und Hamilton, setzten sich allerdings vom fünftplatzierten Witali Petrow ab. In der Zwischenzeit machte Button, der beim Start auf den zehnten Platz zurückgefallen war, mit einem Überholmanöver gegen Buemi eine Position gut.
Nachdem schon ein paar Piloten aus dem Mittelfeld ihren ersten Boxenstopp absolviert hatten, ging Vettel in der neunten Runde an die Box und blieb auf weichen Reifen. Er fiel auf den neunten Platz zurück, verbesserte sich allerdings bereits in der ersten Runde nach seinem Stopp durch Überholmanöver gegen Button und Massa auf den siebten Platz. Eine Runde nach Vettel führten auch Alonso und Webber ihre ersten Boxenstopps durch. Während Hamilton die Führung übernahm, hielt Alonso die Position vor Vettel, der auf der Strecke direkt hinter ihm lag. Webber fiel, wie zuvor Vettel, auch hinter Button und Massa zurück. Wenig später gelang es allerdings sowohl Button, als auch Webber, Massa zu überholen.

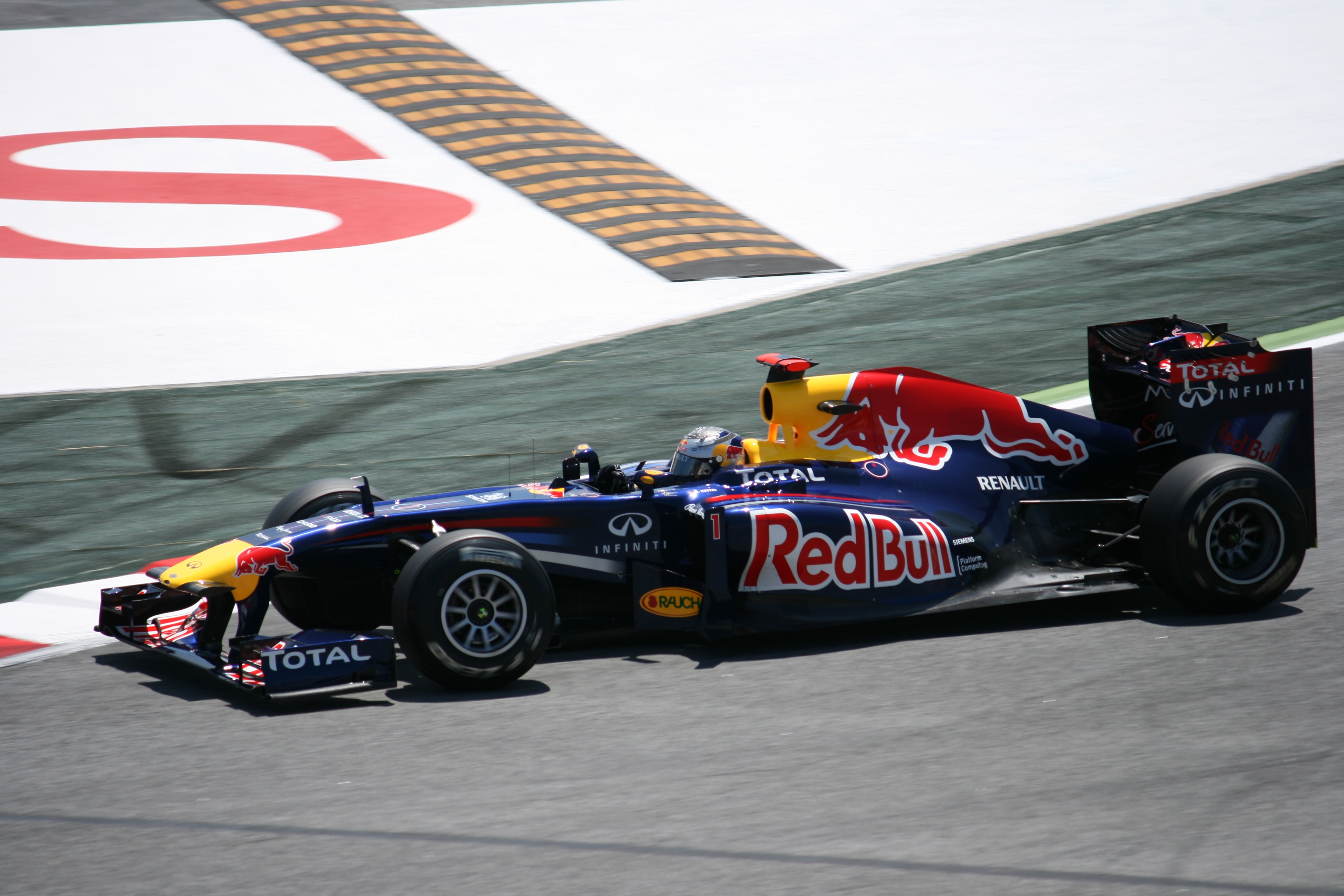
Vettel übernahm in der 24. Runde die Führung des Rennens

Nach Hamiltons Stopp in Runde 11 übernahm Alonso abermals die Führung des Rennens. Hamilton ging durch den späteren Boxenstopp an Webber, der währenddessen Button überholt hatte, vorbei und übernahm die dritte Position. Wie bei den ersten Stopps war es auch diesmal Vettel, der in der 18. Runde als erster Pilot der Führungsgruppe seinen ersten Stopp absolvierte. Er wechselte auf seinen dritten weichen Reifensatz. Nachdem Alonso und Webber in der nächsten Runde an der Box waren, lag Vettel vor den beiden Rennfahrern. Hamilton führte währenddessen das Rennen bis zu seinem zweiten Boxenstopp an. In der 22. Runde führte Heidfeld als letzter Pilot seinen ersten Boxenstopp durch. Er war auf harten Reifen gestartet und hatte für das restliche Rennen noch drei neue weiche Reifensätze zur Verfügung. Nach 28 Runden fiel mit Vitantonio Liuzzi der erste Pilot aus. Der HRT-Pilot musste mit Getriebeproblemen aufgeben.
An der Spitze setzten sich Vettel und Hamilton in den folgenden Runden von Alonso und Webber ab. Button, der erst einmal an der Box war, belegte den fünften Platz. In der 29. Runde absolvierten Alonso und Webber erneut zeitgleich ihren dritten Boxenstopp. Da beide Piloten ihre weichen Reifensätze verbraucht hatten, wechselten sie auf die harte Reifenmischung. Eine Runde später führte Button, der auf einer anderen Strategie war, seinen zweiten Boxenstopp durch. Webber erhöhte in den folgenden Runden den Druck auf Alonso, brauchte allerdings mehrere Runden um ein Überholmanöver durchzuführen. Alonso gelang es, zu kontern und Webber zurück zu überholen. Wenig später wurden beide Fahrer von Button überholt.
Währenddessen waren auch Vettel und Hamilton zum dritten Mal an der Box. Ihre Positionen änderten sich jedoch nicht. Die beiden Rennfahrer hatten bereits einen größeren Vorsprung auf Button, Alonso und Webber herausgefahren. Ihren vierten Boxenstopp absolvierten Alonso und Webber jedoch nicht zeitgleich. Alonso wechselte in der 39., Webber in der 47. Runde. Durch den späteren Boxenstopp gelang es Webber, an Alonso vorbei zu gehen. Alonso hatte zudem Probleme, gute Rundenzeiten mit den harten Reifen zu fahren. Kurz nach Webbers Boxenstopp absolvierten auch Vettel, Button und Hamilton ihre finalen Boxenstopps. Vettel verlor die Führung dabei kurzzeitig an Hamilton, übernahm sie nach dessen Stopp jedoch wieder. Mit dem Führungswechsel gelang es Hamilton allerdings, die 10.000 Führungsrunde eines McLaren in der Formel 1 zu fahren.
Wenig später schied Kovalainen mit einem Fahrfehler aus. Während die gelben Flaggen gezeigt wurden, erzielte Hamilton die schnellste Runde, sowie Button und Webber ihre persönliche Bestzeit. Nach dem Rennen wurden Untersuchungen gegen die drei Piloten durchgeführt, Sanktionen gab es aber nicht.

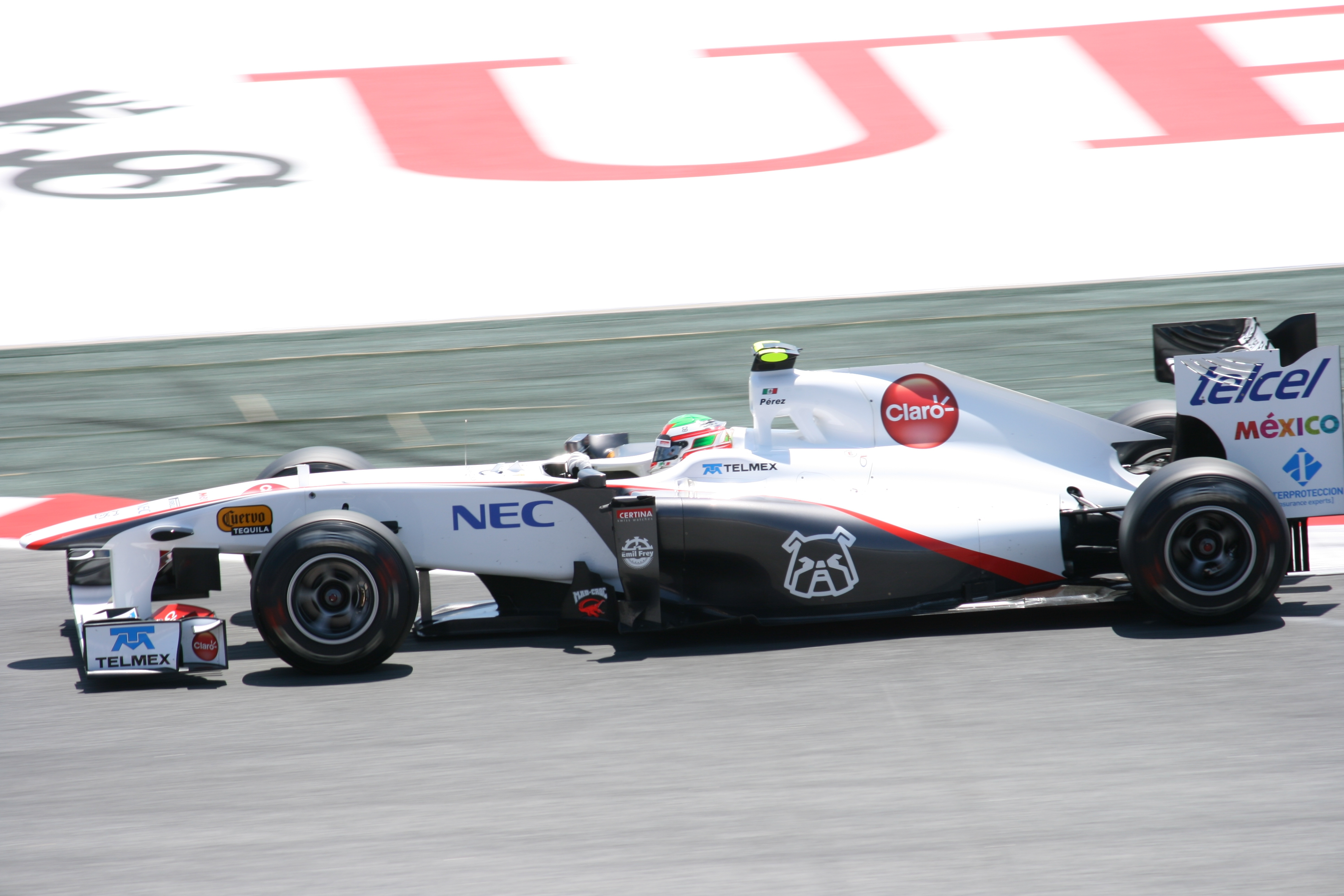
Sergio Pérez erzielte seine ersten Punkte

Während es auf den vorderen Positionen zu keinen Veränderungen mehr kam, gab es Verschiebungen auf den hinteren Punkterängen. Massa wurde zunächst von Sergio Pérez und anschließend von Heidfeld überholt. Während Heidfeld auch an Pérez vorbeiging, musste Massa das Rennen nach 58 Runden mit einem Getriebeschaden aufgeben.
Vettel gewann schließlich das Rennen vor Hamilton, Button und Webber. Alle anderen Piloten kamen nicht in der Führungsrunde ins Ziel. Alonso wurde vor den Mercedes-Piloten Schumacher und Rosberg Fünfter. Heidfeld beendete das Rennen auf dem achten Platz und machte somit im Rennen 16 Positionen gut. Pérez, der vor seinem Teamkollegen Kamui Kobayashi auf dem neunten Platz über die Ziellinie fuhr, erzielte seine ersten Punkte in der Formel 1. Für Vettel war es der 14. Sieg in seiner Karriere.
In der Weltmeisterschaft baute Vettel seinen Vorsprung weiter aus. Die Positionen blieben auf den vorderen Plätzen unverändert. Bei den Konstrukteuren setzten sich Red Bull-Renault sowie McLaren-Mercedes weiter von den anderen Teams ab.
Erstmals seit dem Großen Preis von Spanien 2000 siegte in Spanien nicht der Pole-Setter.

## Meldeliste
| Team                         | Nr. | Fahrer             | Chassis             | Motor                | Reifen |
| ---------------------------- | --- | ------------------ | ------------------- | -------------------- | ------ |
| Red Bull Racing              | 01  | Sebastian Vettel   | Red Bull RB7        | Renault 2.4 V8       | P      |
| Red Bull Racing              | 02  | Mark Webber        | Red Bull RB7        | Renault 2.4 V8       | P      |
| Vodafone McLaren Mercedes    | 03  | Lewis Hamilton     | McLaren MP4-26      | Mercedes-Benz 2.4 V8 | P      |
| Vodafone McLaren Mercedes    | 04  | Jenson Button      | McLaren MP4-26      | Mercedes-Benz 2.4 V8 | P      |
| Scuderia Ferrari Marlboro    | 05  | Fernando Alonso    | Ferrari 150º Italia | Ferrari 2.4 V8       | P      |
| Scuderia Ferrari Marlboro    | 06  | Felipe Massa       | Ferrari 150º Italia | Ferrari 2.4 V8       | P      |
| Mercedes GP Petronas F1 Team | 07  | Michael Schumacher | Mercedes MGP W02    | Mercedes-Benz 2.4 V8 | P      |
| Mercedes GP Petronas F1 Team | 08  | Nico Rosberg       | Mercedes MGP W02    | Mercedes-Benz 2.4 V8 | P      |
| Lotus Renault GP             | 09  | Nick Heidfeld      | Renault R31         | Renault 2.4 V8       | P      |
| Lotus Renault GP             | 10  | Witali Petrow      | Renault R31         | Renault 2.4 V8       | P      |
| AT&T Williams                | 11  | Rubens Barrichello | Williams FW33       | Cosworth 2.4 V8      | P      |
| AT&T Williams                | 12  | Pastor Maldonado   | Williams FW33       | Cosworth 2.4 V8      | P      |
| Force India F1 Team          | 14  | Adrian Sutil       | Force India VJM04   | Mercedes-Benz 2.4 V8 | P      |
| Force India F1 Team          | 15  | Nico Hülkenberg    | Force India VJM04   | Mercedes-Benz 2.4 V8 | P      |
| Force India F1 Team          | 15  | Paul di Resta      | Force India VJM04   | Mercedes-Benz 2.4 V8 | P      |
| Sauber F1 Team               | 16  | Kamui Kobayashi    | Sauber C30          | Ferrari 2.4 V8       | P      |
| Sauber F1 Team               | 17  | Sergio Pérez       | Sauber C30          | Ferrari 2.4 V8       | P      |
| Scuderia Toro Rosso          | 18  | Daniel Ricciardo   | Toro Rosso STR6     | Ferrari 2.4 V8       | P      |
| Scuderia Toro Rosso          | 18  | Sébastien Buemi    | Toro Rosso STR6     | Ferrari 2.4 V8       | P      |
| Scuderia Toro Rosso          | 19  | Jaime Alguersuari  | Toro Rosso STR6     | Ferrari 2.4 V8       | P      |
| Team Lotus                   | 20  | Heikki Kovalainen  | Lotus T128          | Renault 2.4 V8       | P      |
| Team Lotus                   | 21  | Jarno Trulli       | Lotus T128          | Renault 2.4 V8       | P      |
| HRT F1 Team                  | 22  | Narain Karthikeyan | HRT F111            | Cosworth 2.4 V8      | P      |
| HRT F1 Team                  | 23  | Vitantonio Liuzzi  | HRT F111            | Cosworth 2.4 V8      | P      |
| Marussia Virgin Racing       | 24  | Timo Glock         | Virgin MVR-02       | Cosworth 2.4 V8      | P      |
| Marussia Virgin Racing       | 25  | Jérôme D’Ambrosio  | Virgin MVR-02       | Cosworth 2.4 V8      | P      |

Anmerkungen
1. 1 2  Hülkenberg fuhr den Force India mit der Nummer 15 im ersten freien Training. Di Resta übernahm das Fahrzeug anschließend für das restliche Rennwochenende.
2. 1 2  Ricciardo fuhr den Toro Rosso mit der Nummer 18 im ersten freien Training. Buemi übernahm das Fahrzeug anschließend für das restliche Rennwochenende.

## Klassifikationen

### Qualifying
| Pos.                                                                      | Fahrer             | Konstrukteur         | Q1         | Q2       | Q3         | Start |
| ------------------------------------------------------------------------- | ------------------ | -------------------- | ---------- | -------- | ---------- | ----- |
| 01                                                                        | Mark Webber        | Red Bull-Renault     | 1:23,619   | 1:21,773 | 1:20,981   | 01    |
| 02                                                                        | Sebastian Vettel   | Red Bull-Renault     | 1:24,142   | 1:21,540 | 1:21,181   | 02    |
| 03                                                                        | Lewis Hamilton     | McLaren-Mercedes     | 1:24,370   | 1:22,148 | 1:21,961   | 03    |
| 04                                                                        | Fernando Alonso    | Ferrari              | 1:23,485   | 1:22,813 | 1:21,964   | 04    |
| 05                                                                        | Jenson Button      | McLaren-Mercedes     | 1:24,428   | 1:22,050 | 1:21,996   | 05    |
| 06                                                                        | Witali Petrow      | Renault              | 1:23,069   | 1:22,948 | 1:22,471   | 06    |
| 07                                                                        | Nico Rosberg       | Mercedes             | 1:23,507   | 1:22,569 | 1:22,599   | 07    |
| 08                                                                        | Felipe Massa       | Ferrari              | 1:23,506   | 1:23,026 | 1:22,888   | 08    |
| 09                                                                        | Pastor Maldonado   | Williams-Cosworth    | 1:23,406   | 1:22,854 | 1:22,952   | 09    |
| 10                                                                        | Michael Schumacher | Mercedes             | 1:22,960   | 1:22,671 | keine Zeit | 10    |
| 11                                                                        | Sébastien Buemi    | Toro Rosso-Ferrari   | 1:23,962   | 1:23,231 | –          | 11    |
| 12                                                                        | Sergio Pérez       | Sauber-Ferrari       | 1:24,209   | 1:23,367 | –          | 12    |
| 13                                                                        | Jaime Alguersuari  | Toro Rosso-Ferrari   | 1:24,049   | 1:23,694 | –          | 13    |
| 14                                                                        | Kamui Kobayashi    | Sauber-Ferrari       | 1:23,656   | 1:23,702 | –          | 14    |
| 15                                                                        | Heikki Kovalainen  | Lotus-Renault        | 1:25,874   | 1:25,403 | –          | 15    |
| 16                                                                        | Paul di Resta      | Force India-Mercedes | 1:24,332   | 1:26,126 | –          | 16    |
| 17                                                                        | Adrian Sutil       | Force India-Mercedes | 1:24,648   | 1:26,571 | –          | 17    |
| 18                                                                        | Jarno Trulli       | Lotus-Renault        | 1:26,521   | –        | –          | 18    |
| 19                                                                        | Rubens Barrichello | Williams-Cosworth    | 1:26,910   | –        | –          | 19    |
| 20                                                                        | Timo Glock         | Virgin-Cosworth      | 1:27,315   | –        | –          | 20    |
| 21                                                                        | Vitantonio Liuzzi  | HRT-Cosworth         | 1:27,809   | –        | –          | 21    |
| 22                                                                        | Narain Karthikeyan | HRT-Cosworth         | 1:27,908   | –        | –          | 22    |
| 23                                                                        | Jérôme D’Ambrosio  | Virgin-Cosworth      | 1:28,556   | –        | –          | 23    |
| 107-Prozent-Zeit: 1:28,767 min (bezogen auf Q1-Bestzeit von 1:22,960 min) |                    |                      |            |          |            |       |
| DNQ                                                                       | Nick Heidfeld      | Renault              | keine Zeit | –        | –          | 24    |

Anmerkungen
1. 1 2 3 4 5 6 7 8 9 10 11 12 13 14 15 16 17 18  Rennwagen mit KERS

1. ↑  Heidfeld schaffte es nicht, sich innerhalb der 107-Prozent-Regel zu qualifizieren. Er wurde allerdings nachträglich zum Rennen zugelassen, da er im Traning ausreichend schnell gefahren war.

### Rennen
| Pos. | Fahrer             | Konstrukteur         | Runden | Stopps | Zeit        | Start | Schnellste Runde |
| ---- | ------------------ | -------------------- | ------ | ------ | ----------- | ----- | ---------------- |
| 01   | Sebastian Vettel   | Red Bull-Renault     | 66     | 4      | 1:39:03,301 | 02    | 1:27,162 (60.)   |
| 02   | Lewis Hamilton     | McLaren-Mercedes     | 66     | 4      | + 0,630     | 03    | 1:26,727 (52.)   |
| 03   | Jenson Button      | McLaren-Mercedes     | 66     | 3      | + 35,697    | 05    | 1:27,518 (63.)   |
| 04   | Mark Webber        | Red Bull-Renault     | 66     | 4      | + 47,966    | 01    | 1:27,187 (50.)   |
| 05   | Fernando Alonso    | Ferrari              | 65     | 4      | + 1 Runde   | 04    | 1:28,737 (22.)   |
| 06   | Michael Schumacher | Mercedes             | 65     | 3      | + 1 Runde   | 10    | 1:29,463 (34.)   |
| 07   | Nico Rosberg       | Mercedes             | 65     | 3      | + 1 Runde   | 07    | 1:29,155 (34.)   |
| 08   | Nick Heidfeld      | Renault              | 65     | 3      | + 1 Runde   | 24    | 1:26,958 (61.)   |
| 09   | Sergio Pérez       | Sauber-Ferrari       | 65     | 3      | + 1 Runde   | 12    | 1:27,247 (55.)   |
| 10   | Kamui Kobayashi    | Sauber-Ferrari       | 65     | 3      | + 1 Runde   | 14    | 1:27,615 (52.)   |
| 11   | Witali Petrow      | Renault              | 65     | 3      | + 1 Runde   | 06    | 1:29,592 (35.)   |
| 12   | Paul di Resta      | Force India-Mercedes | 65     | 3      | + 1 Runde   | 16    | 1:29,469 (42.)   |
| 13   | Adrian Sutil       | Force India-Mercedes | 65     | 3      | + 1 Runde   | 17    | 1:28,791 (52.)   |
| 14   | Sébastien Buemi    | Toro Rosso-Ferrari   | 65     | 3      | + 1 Runde   | 11    | 1:30,049 (27.)   |
| 15   | Pastor Maldonado   | Williams-Cosworth    | 65     | 4      | + 1 Runde   | 09    | 1:29,391 (64.)   |
| 16   | Jaime Alguersuari  | Toro Rosso-Ferrari   | 64     | 4      | + 2 Runden  | 13    | 1:29,132 (34.)   |
| 17   | Rubens Barrichello | Williams-Cosworth    | 64     | 4      | + 2 Runden  | 19    | 1:26,891 (60.)   |
| 18   | Jarno Trulli       | Lotus-Renault        | 64     | 3      | + 2 Runden  | 18    | 1:30,783 (34.)   |
| 19   | Timo Glock         | Virgin-Cosworth      | 63     | 3      | + 3 Runden  | 20    | 1:31,635 (40.)   |
| 20   | Jérôme D’Ambrosio  | Virgin-Cosworth      | 62     | 3      | + 4 Runden  | 23    | 1:32,549 (36.)   |
| 21   | Narain Karthikeyan | HRT-Cosworth         | 61     | 3      | + 5 Runden  | 22    | 1:32,848 (33.)   |
| –    | Felipe Massa       | Ferrari              | 58     | 3      | DNF         | 08    | 1:29,081 (24.)   |
| –    | Heikki Kovalainen  | Lotus-Renault        | 48     | 3      | DNF         | 15    | 1:30,618 (34.)   |
| –    | Vitantonio Liuzzi  | HRT-Cosworth         | 28     | 1      | DNF         | 21    | 1:33,884 (22.)   |

Anmerkungen
1. 1 2 3 4 5 6 7 8 9 10 11 12 13 14 15 16 17 18  Rennwagen mit KERS

## WM-Stände nach dem Rennen
Die ersten zehn des Rennens bekamen 25, 18, 15, 12, 10, 8, 6, 4, 2 bzw. 1 Punkt(e).

### Fahrerwertung
| Pos. | Fahrer             | Konstrukteur       | Punkte |
| ---- | ------------------ | ------------------ | ------ |
| 01   | Sebastian Vettel   | Red Bull-Renault   | 118    |
| 02   | Lewis Hamilton     | McLaren-Mercedes   | 77     |
| 03   | Mark Webber        | Red Bull-Renault   | 67     |
| 04   | Jenson Button      | McLaren-Mercedes   | 61     |
| 05   | Fernando Alonso    | Ferrari            | 51     |
| 06   | Nico Rosberg       | Mercedes           | 26     |
| 07   | Nick Heidfeld      | Renault            | 25     |
| 08   | Felipe Massa       | Ferrari            | 24     |
| 09   | Witali Petrow      | Renault            | 21     |
| 10   | Michael Schumacher | Mercedes           | 14     |
| 11   | Kamui Kobayashi    | Sauber-Ferrari     | 9      |
| 12   | Sébastien Buemi    | Toro Rosso-Ferrari | 6      |

| Pos. | Fahrer             | Konstrukteur         | Punkte |
| ---- | ------------------ | -------------------- | ------ |
| 13   | Adrian Sutil       | Force India-Mercedes | 2      |
| 14   | Sergio Pérez       | Sauber-Ferrari       | 2      |
| 15   | Paul di Resta      | Force India-Mercedes | 2      |
| 16   | Jaime Alguersuari  | Toro Rosso-Ferrari   | 0      |
| 17   | Rubens Barrichello | Williams-Cosworth    | 0      |
| 18   | Jarno Trulli       | Lotus-Renault        | 0      |
| 19   | Jérôme D’Ambrosio  | Virgin-Cosworth      | 0      |
| 20   | Heikki Kovalainen  | Lotus-Renault        | 0      |
| 21   | Pastor Maldonado   | Williams-Cosworth    | 0      |
| 22   | Timo Glock         | Virgin-Cosworth      | 0      |
| 23   | Narain Karthikeyan | HRT-Cosworth         | 0      |
| 24   | Vitantonio Liuzzi  | HRT-Cosworth         | 0      |

### Konstrukteurswertung
| Pos. | Konstrukteur     | Punkte |
| ---- | ---------------- | ------ |
| 01   | Red Bull-Renault | 185    |
| 02   | McLaren-Mercedes | 138    |
| 03   | Ferrari          | 75     |
| 04   | Renault          | 46     |
| 05   | Mercedes         | 40     |
| 06   | Sauber-Ferrari   | 11     |

| Pos. | Konstrukteur         | Punkte |
| ---- | -------------------- | ------ |
| 07   | Toro Rosso-Ferrari   | 6      |
| 08   | Force India-Mercedes | 4      |
| 09   | Williams-Cosworth    | 0      |
| 10   | Lotus-Renault        | 0      |
| 11   | Virgin-Cosworth      | 0      |
| 12   | HRT-Cosworth         | 0      |